# Mel Bouzad
Mel Bouzad (ur. w 1979 roku w Londynie) – jeden z czołowych paparazzich w Los Angeles.
W 2005 roku twierdził, że otrzymał 150 tysięcy dolarów za zdjęcie Bena Afflecka z Jennifer Lopez w Georgii zrobione wkrótce po ich rozstaniu.
Zaczynał w Anglii w wieku 17 lat, fotografując np. muzyków z Oasis. W 2002 roku przeniósł się do Los Angeles. W 2005 roku był już właścicielem firmy MB Pictures, gdzie zatrudniał kilku kolegów po fachu.